# Pjatnizkaja-Straße

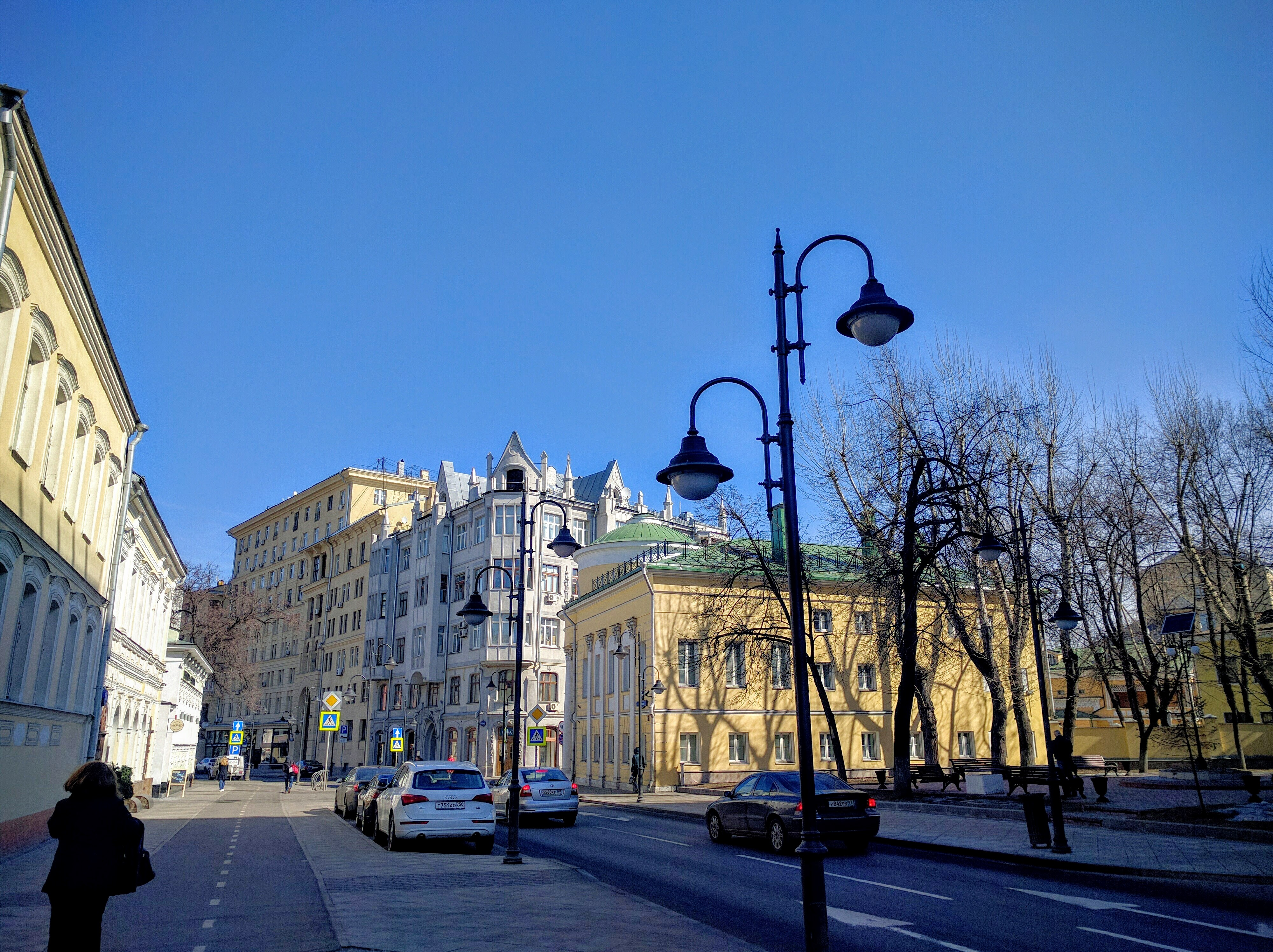
Die Pjatnizkaja-Straße

Die Pjatnizkaja-Straße (russisch Пятницкая улица Pjatnizkaja uliza) ist eine Straße im historischen Stadtteil Samoskworetschje im Zentralen Verwaltungsbezirk Moskaus. Sie führt von der Gußeisernen Brücke des Wasserumleitungskanals zum Serpuchowskaja-Platz. Die Länge beträgt 1,815 Kilometer.

## Geschichte
Im 14. Jahrhundert, als das Gebiet des heutigen Bezirks Samoskworetschje noch unbesiedelt war, befand sich hier eine Handelsstraße vom Kreml zu den südlich gelegenen Städten Ryasan, Tula und Serpuchow. Im 15. Jahrhundert entstand hier ein Markt mit dem Namen Leniwi torg (Fauler Handel), da die Geschäfte direkt aus den Wagen heraus durchgeführt wurden. Der Abschnitt des Wegs bis zum Markt trug deshalb zuerst den Namen Leniwaja ulitza (Faule Straße). Im 16. Jahrhundert wurde hier eine Holzkirche für die Predigerin Paraskeva Pjatniza errichtet, die am 9. Mai 1564 abbrannte. Zu diesem Zeitpunkt trug die Straße den Namen Pjatnizkaja. In der Mitte des 17. Jahrhunderts wurde eine neue Kirche aus Stein erbaut und 1739 zugunsten eines dritten Kirchenbaues abgerissen. Diese Kirche wurde unter der Sowjetherrschaft für Gottesdienste geschlossen (der Priester Alexander Saosjorski wurde 1922 erschossen) und 1935 abgerissen. Ende des 17. Jahrhunderts wurde in der Straße mit dem Palaty Samjatina das erste steinerne Wohngebäude für den Kaufmann Pjotr Samjatin errichtet. 1787 gab es einen Großbrand, der die Straßen Pjatnizkaja und Ordynka betraf. Bei einem weiteren Brand 1812 wurde weitere Holzgebäude zerstört. Danach begann der vermehrte Aufbau von Gebäuden aus Stein. Leo Tolstoi lebte zwischen 1854 und 1855 auf der Pjatnizkaja. Das historische architektonische Ensemble der Pjatnizkaja-Straße mit seinen Gebäuden aus dem 18. bis Anfang 20. Jahrhundert hat sich gut erhalten, so dass ein Teil der Gebäude als staatlichen Kulturobjekte besonderer Bedeutung ausgezeichnet sind.

## Beschreibung

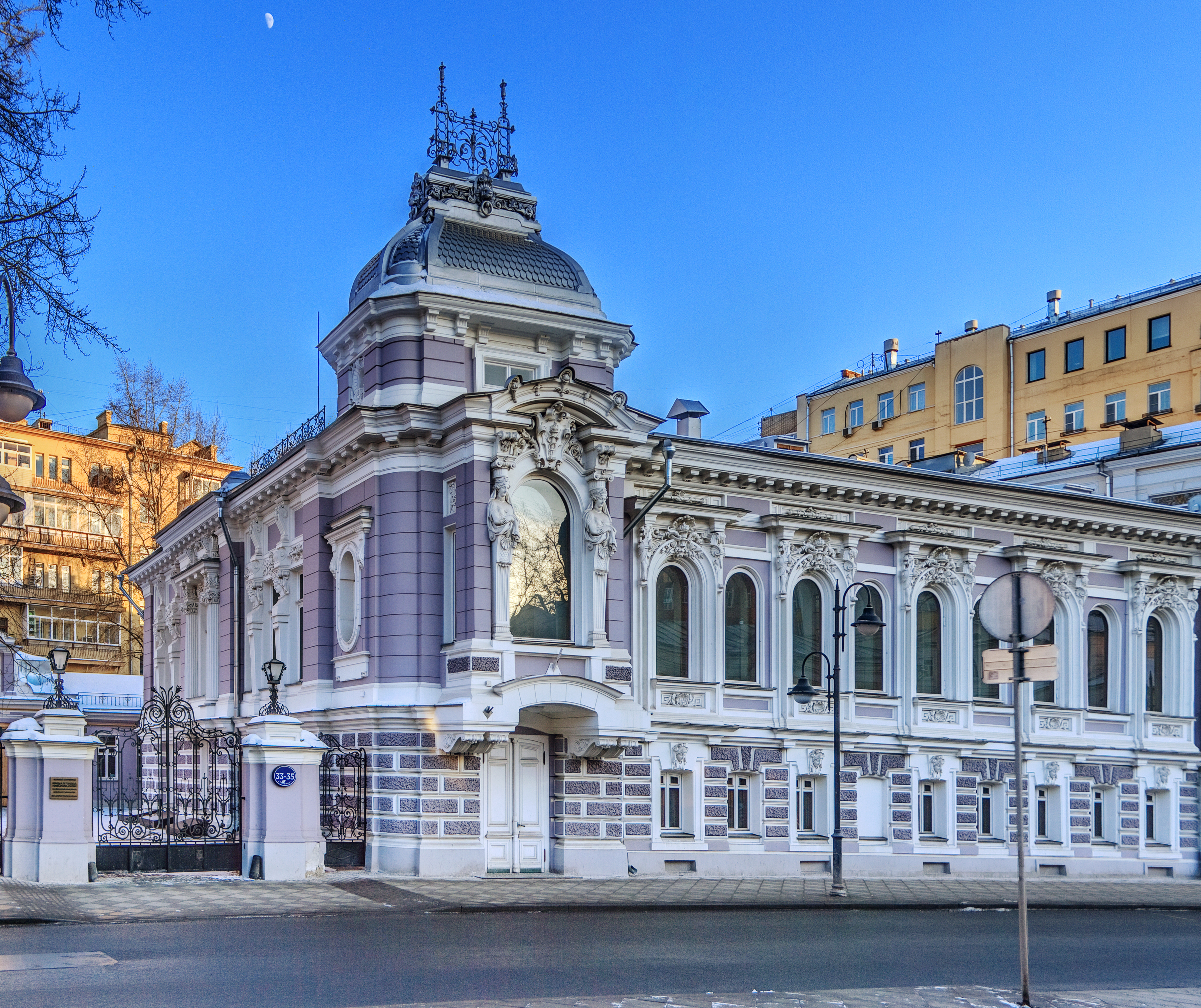
Nr. 33

An der Seite mit den ungeraden Hausnummern befinden sich unter anderem:
- Nr. 13/2. Ein zweistöckiges Wohnhaus des Kaufmanns Samjatin aus dem 17. Jahrhundert, das im 19. Jahrhundert überbaut wurde.[1]
- Nr. 17. Wohnhaus. 1903–1908. Architekt war Sergei Suworow
- Nr. 33. Das Wohnhaus T. Korobkow von 1866. In den Jahren von  1894 bis 1899 wurde es von den bekannten Architekten Lew Kekuschew und Sergei Shutzman überbaut. Erster Besitzer war der Geschäftsmann Trifon Korobkow. Von 1935 bis 1936 lebte hier der Geologe Alexander Petrowitsch Karpinski, von 1936 bis 1945 der Botaniker und Geograph Wladimir Leontjewitsch Komarow. Von Ende der 1950er Jahre bis 2013 befand sich hier die Botschaft Tansanias.
- Nr. 51. Dreifaltigkeitskirche zu Weschnjaki. Wurde im 17. Jahrhundert erbaut. Das heutige Gebäude wurde zwischen 1804 und den 1830er Jahren errichtet.
- Nr. 53/18 Wohngebäude. 1914–1915, Architekt war Fjodor Ganeschin. Im Jahre 1940 übergebaut.
- Nr. 59/19 Neunstöckiges Wohngebäude für die Firma Geodesija. Wurde 1934–1938 im Stil des Sozialistischen Klassizismus von dem Architekten Kirill Afanasjew erbaut.  Es ist das höchste Wohngebäude in der Pjatnizkaja.[2]
- Nr. 65. Wohngebäude von 1910 (Architekt war Sergei Gontscharow)
- Nr. 71/5 Die Sytin-Druckerei. Wurde 1903 erbaut. Der Architekt war Adolf Erichson, der Ingenieur Wladimir Schuchow

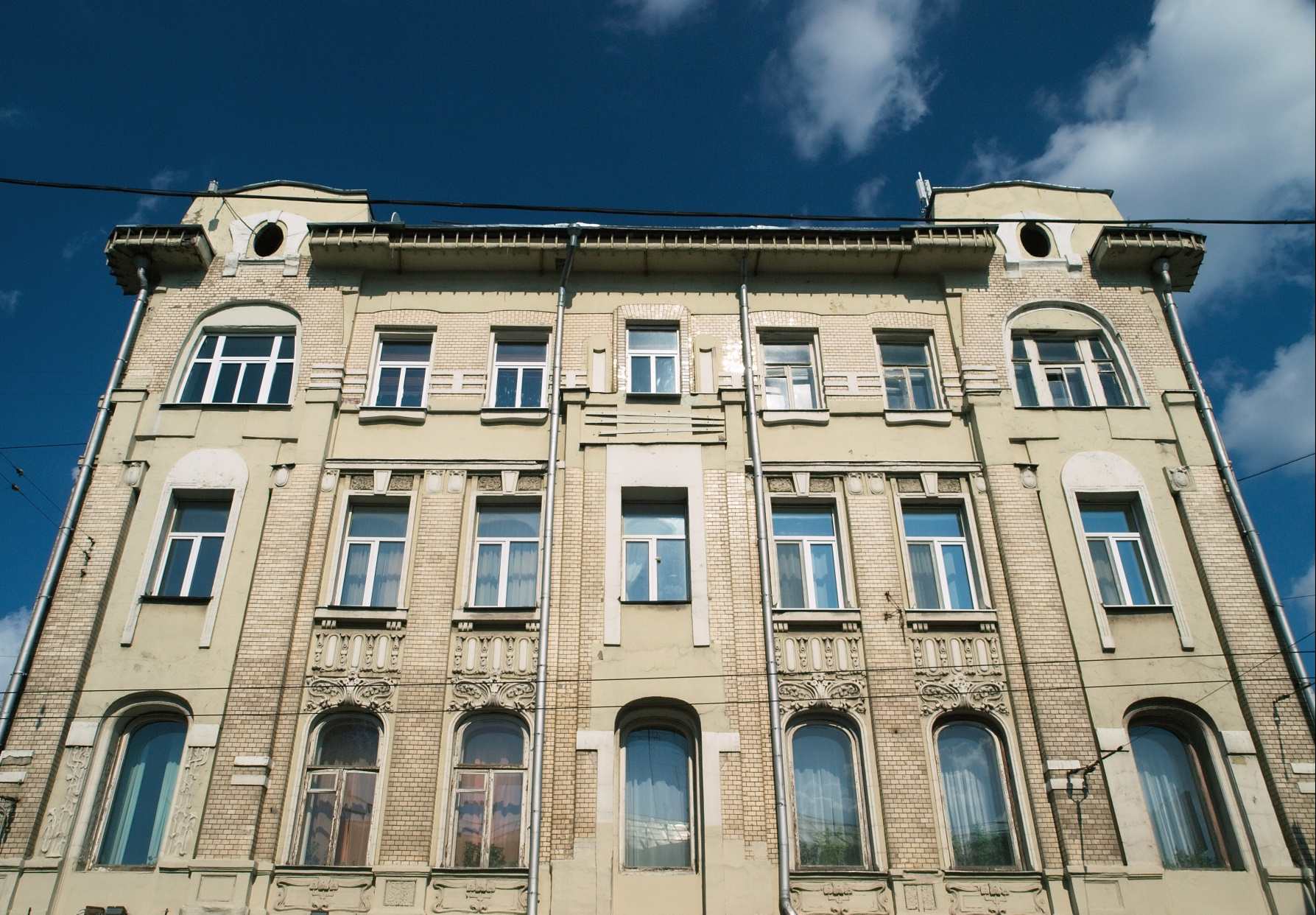
Nr. 17
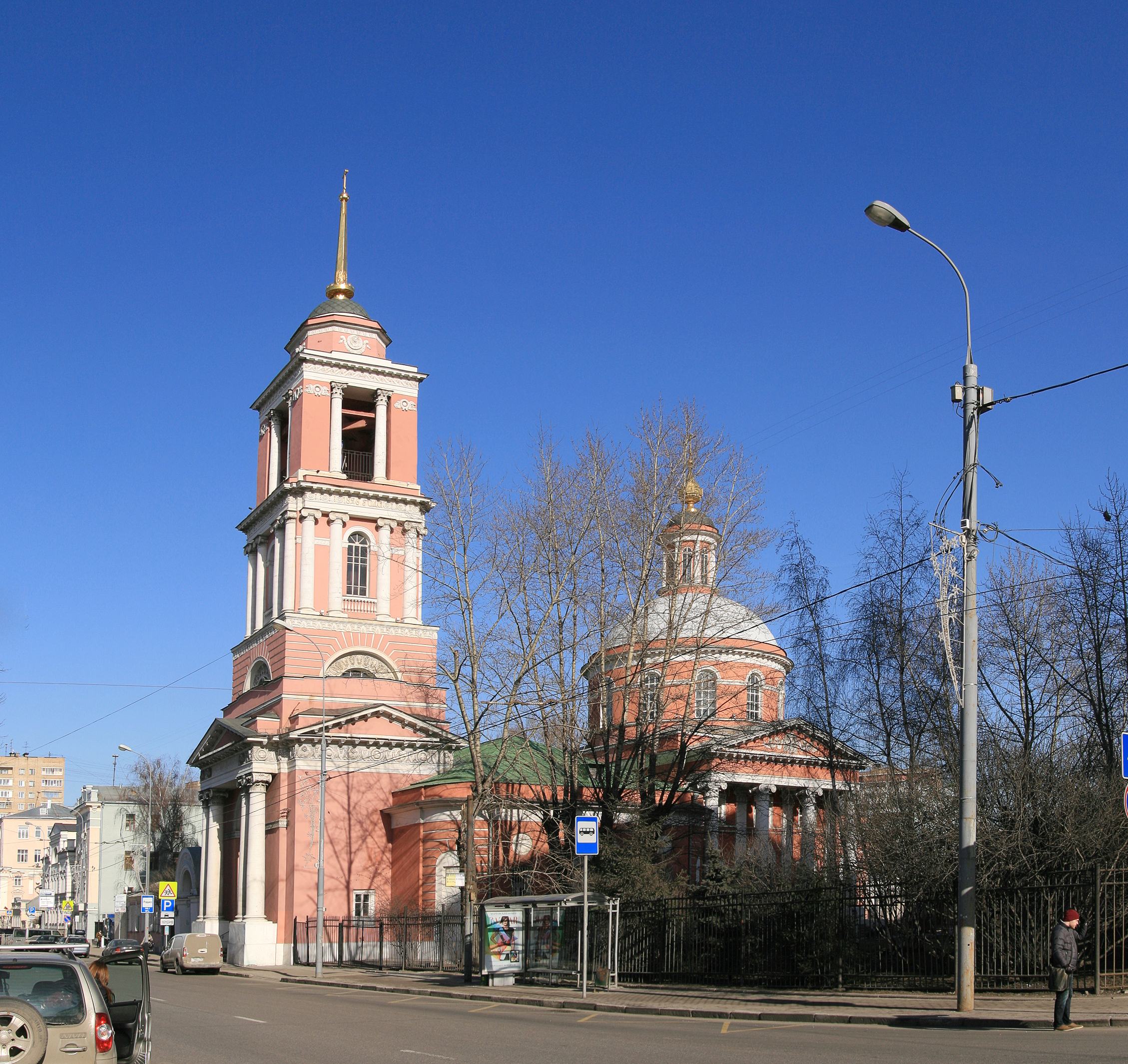
Nr. 51
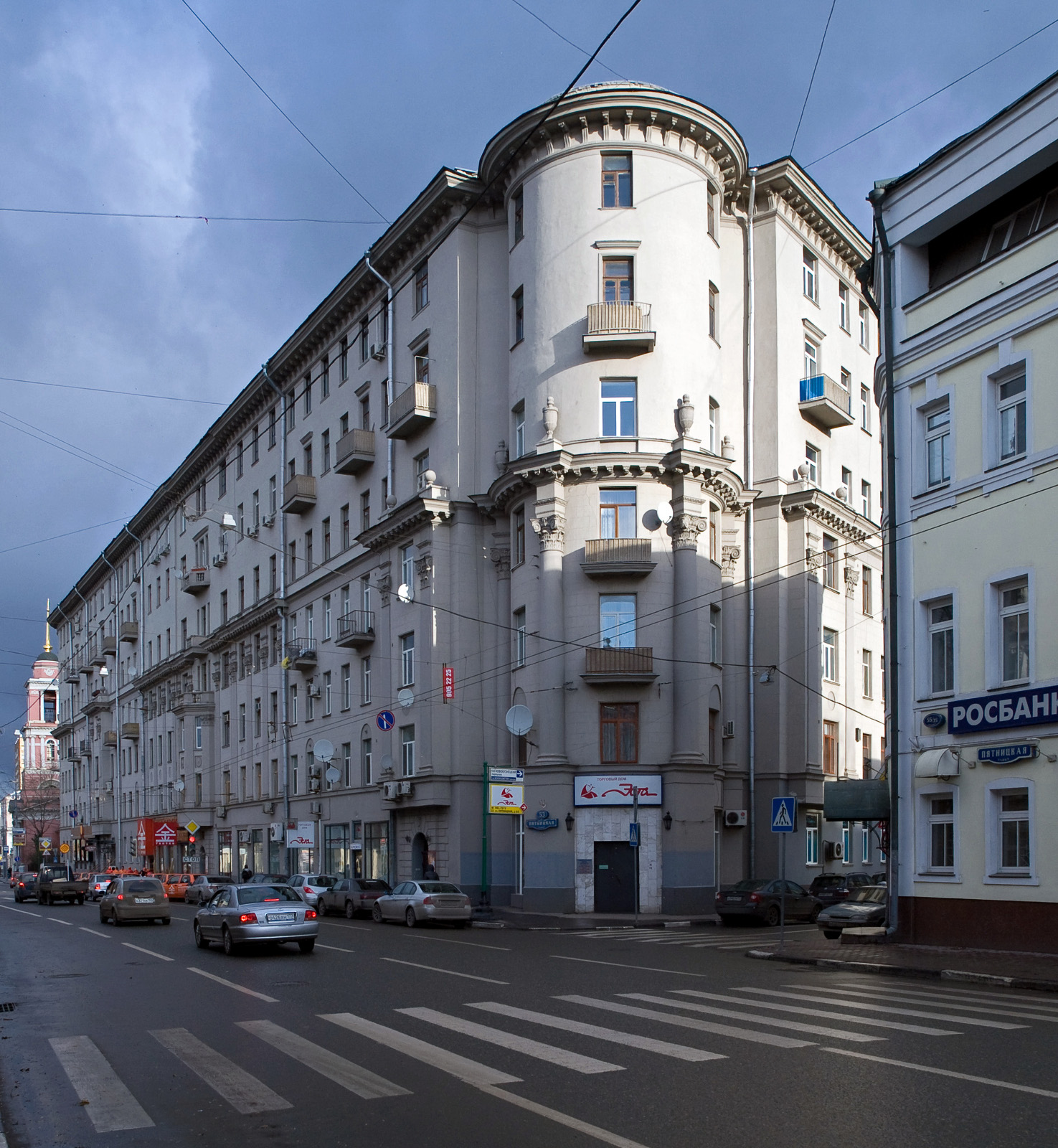
Nr. 53/18
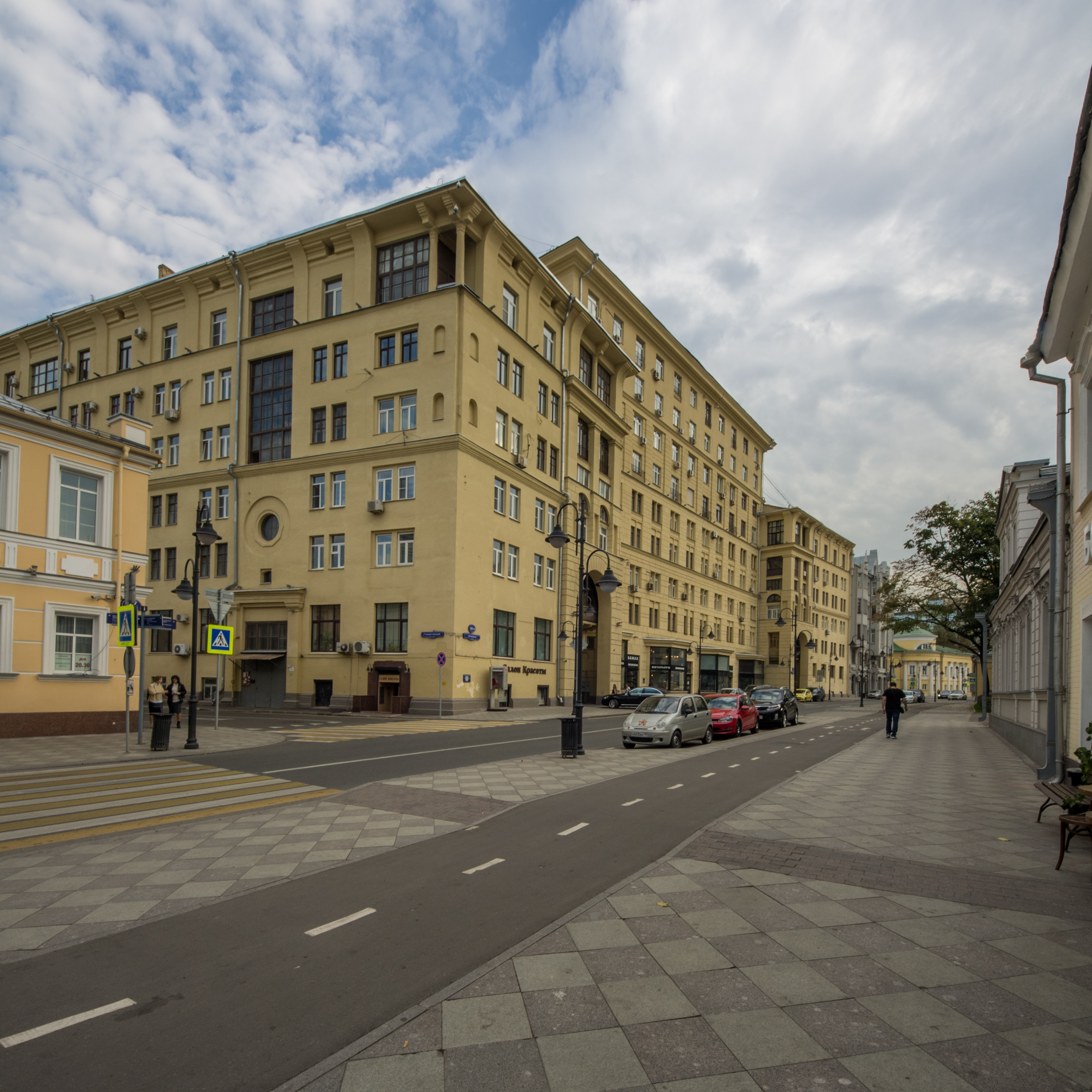
Nr. 59/19
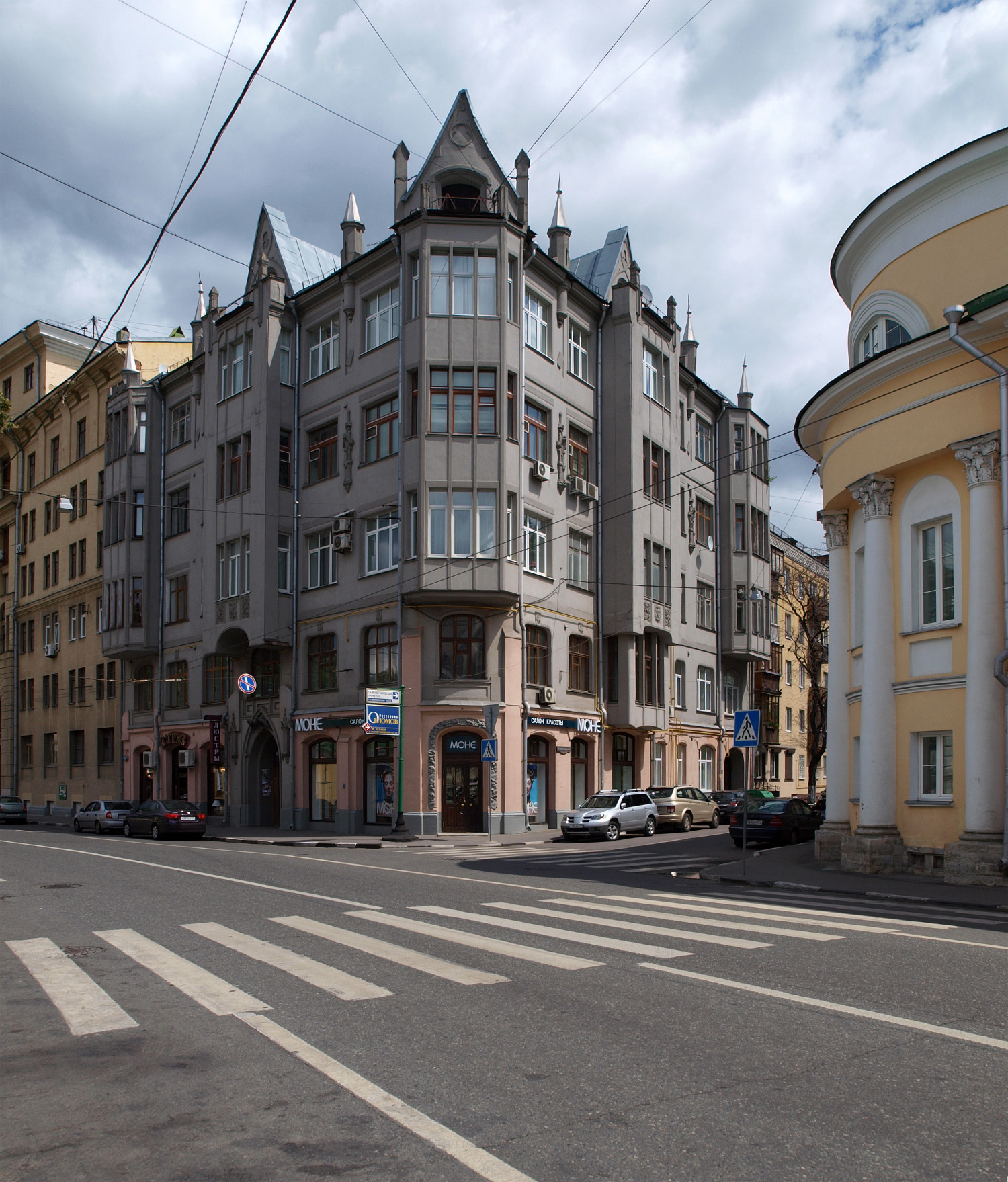
Nr. 65
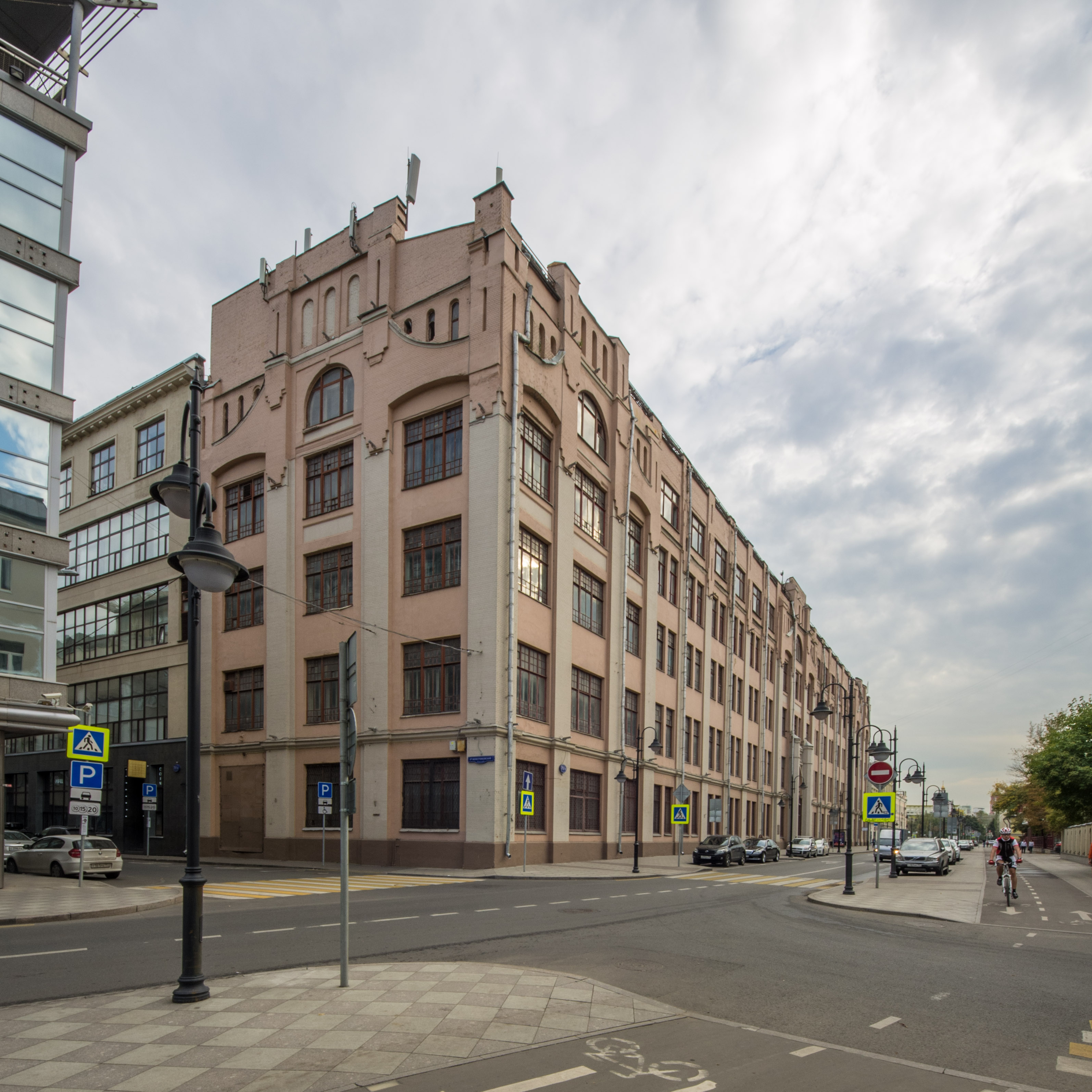
Nr. 71/5

An der Seite mit den geraden Hausnummern befinden sich unter anderem:
- Nr. 12 Das Gebäude gehört heute zum Tolstoi-Museum. Es wurde 1798 für den Kaufmann Wargin errichtet. Lew Nikolajewitsch Tolstoi lebte mit seinem Bruder Nikolai und seiner Schwester Maria  von 1854 bis 1855 hier.
- Nr. 54 Wohngebäude (1912–1914, Architekt war Semjon Surkow)
- Nr. 64 Rekk-Wohnhaus. Es wurde 1897 für Wilhelmina Rekk erbaut, der Frau des Geschäftsmanns Jakow Rekk. Architekt war  Sergei Scherwud. Es gehört heute zum Ministerium für Energie.

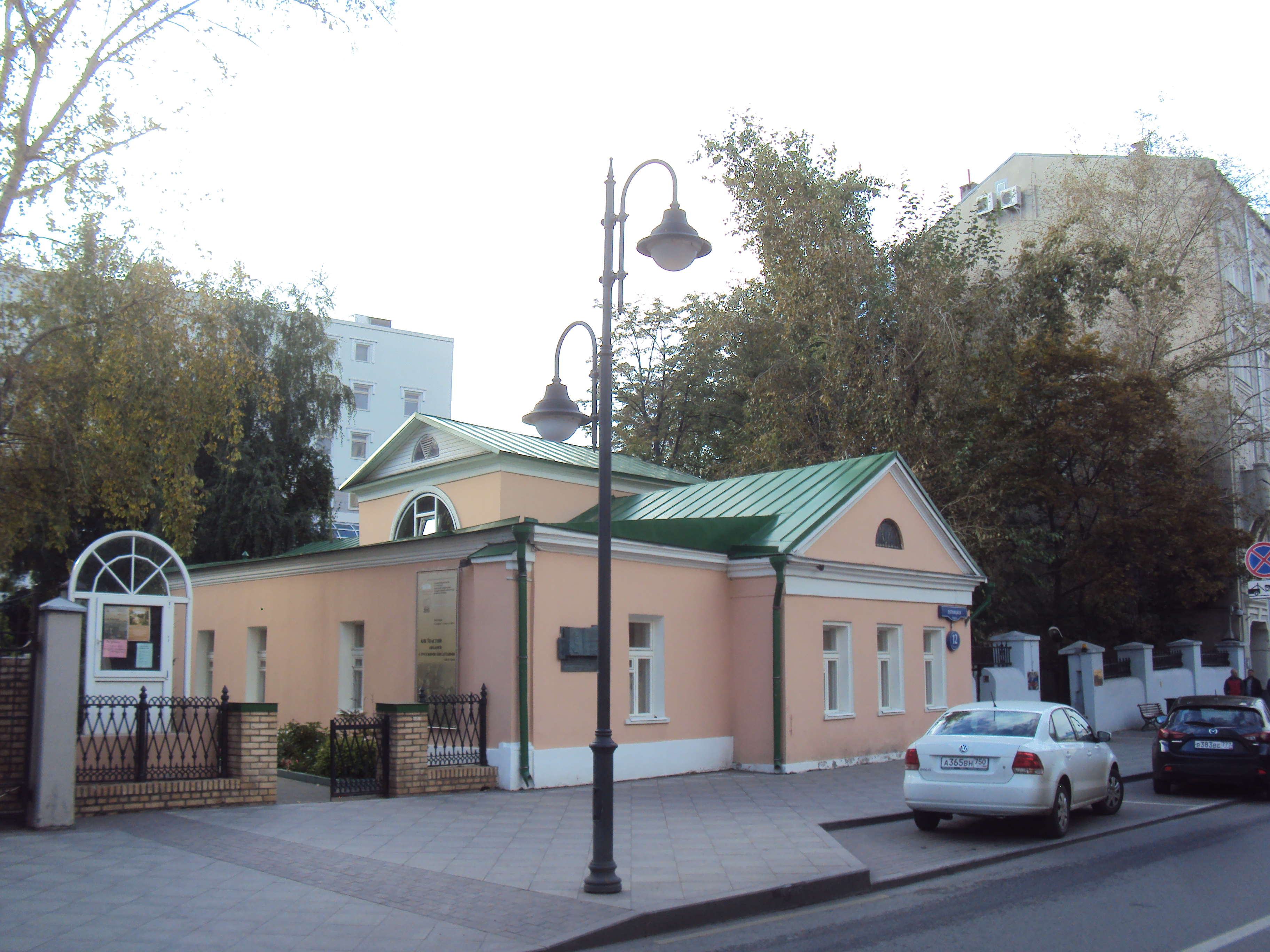
Nr. 12
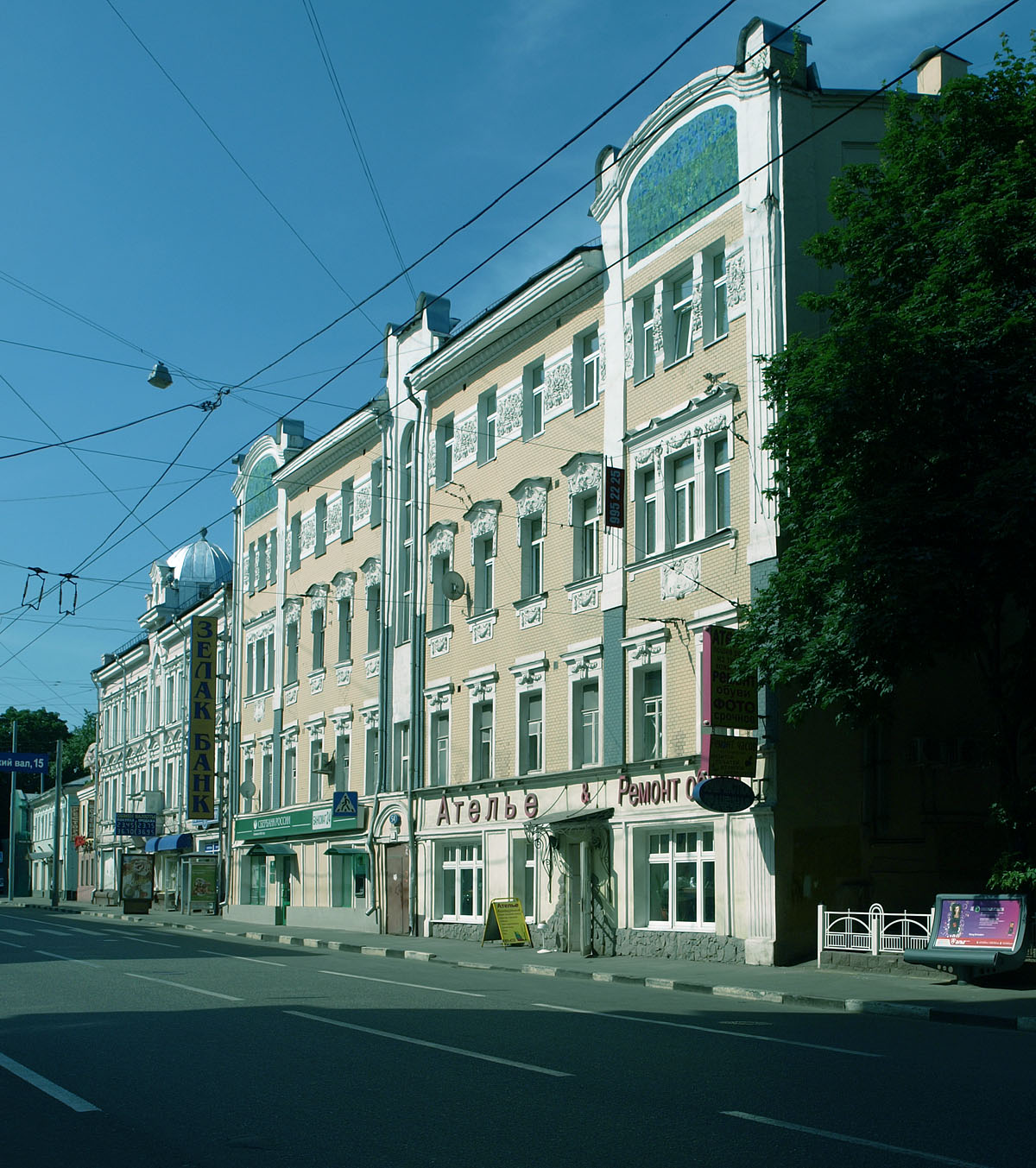
Nr. 54
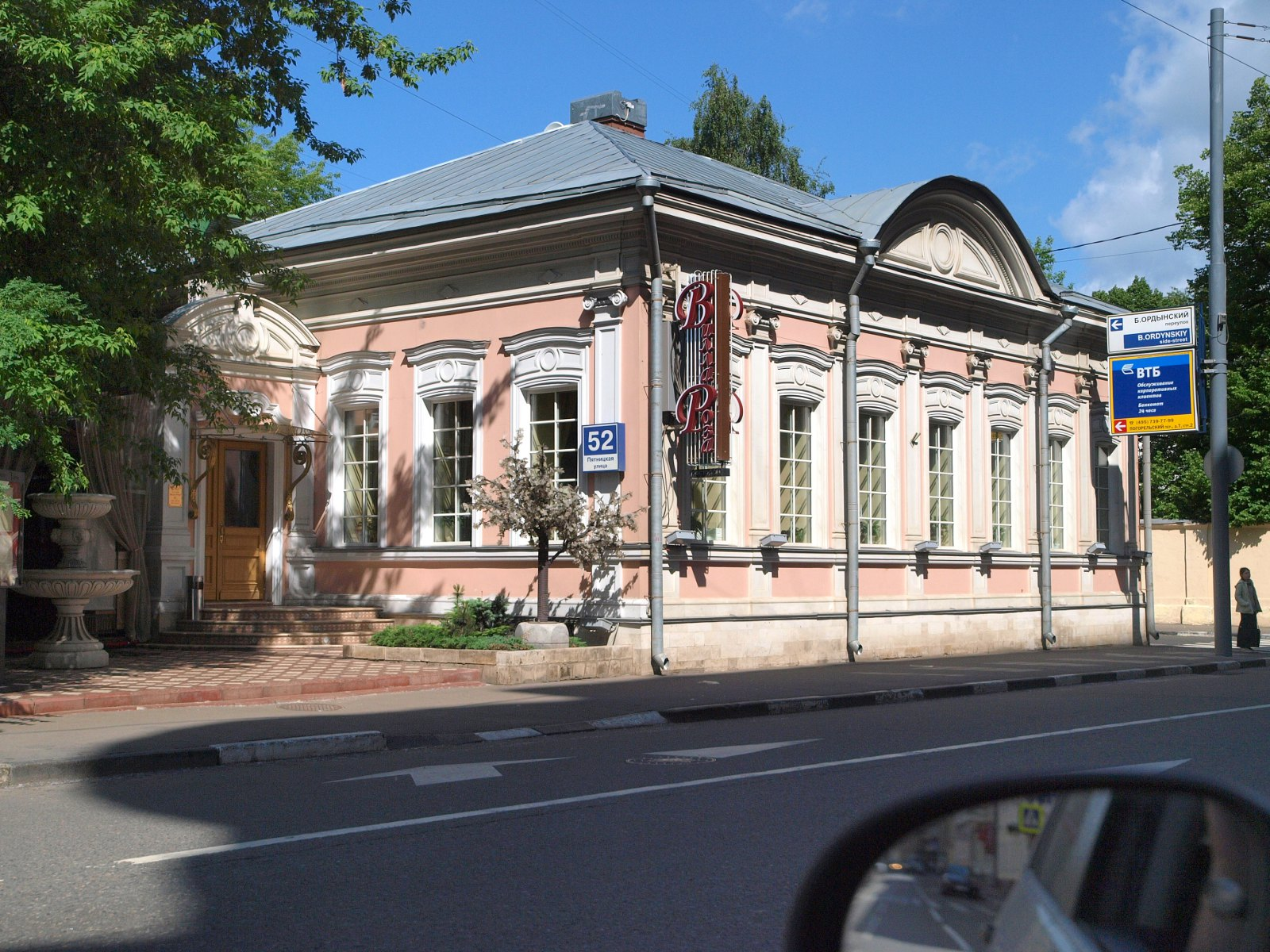
Nr. 52/2. Das Wohnhaus (1885, Architekt war Dmitri Pewnizki)
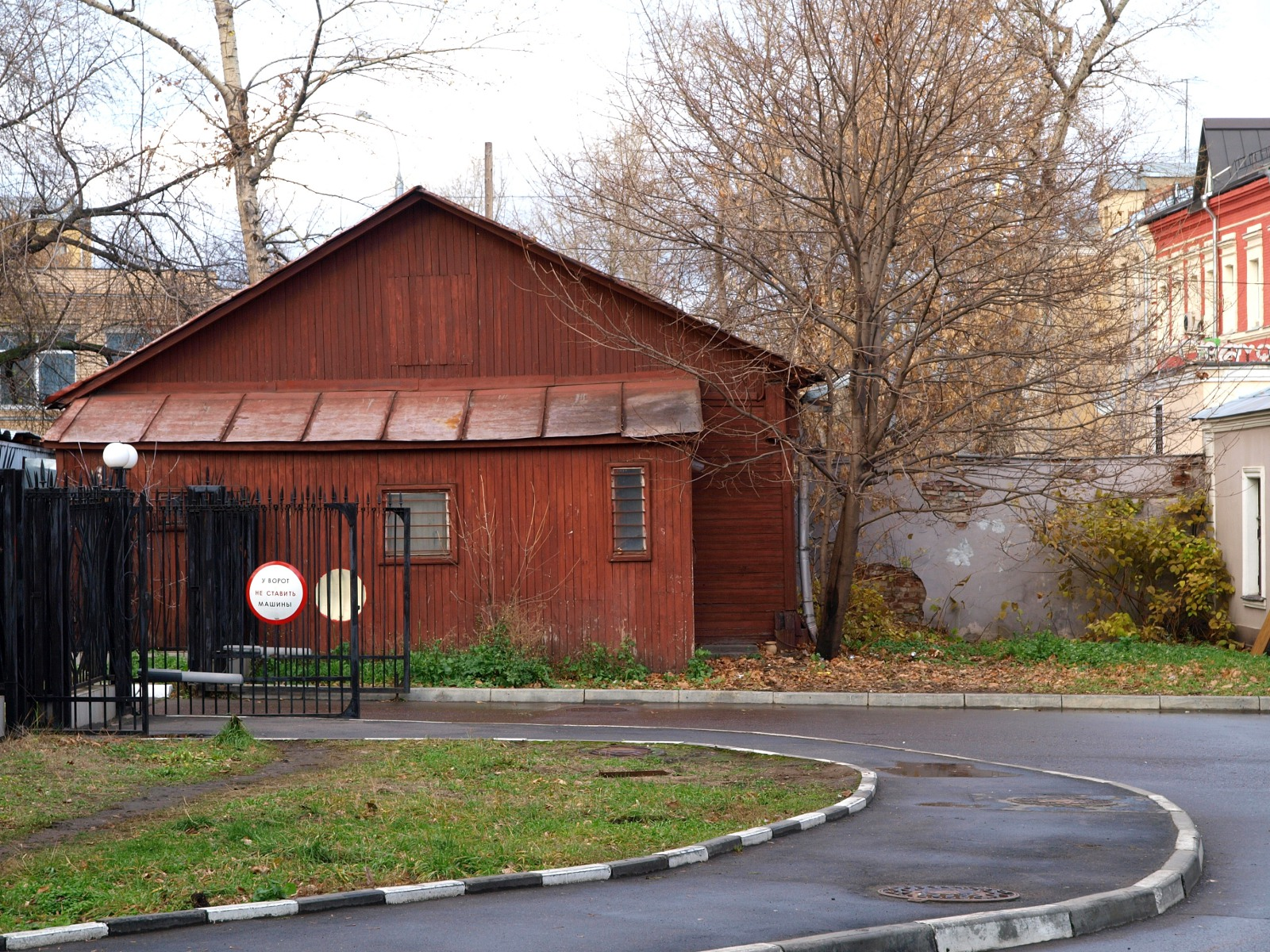
Nr. 58/5. Das Holzgebäude aus dem Jahre 1917.
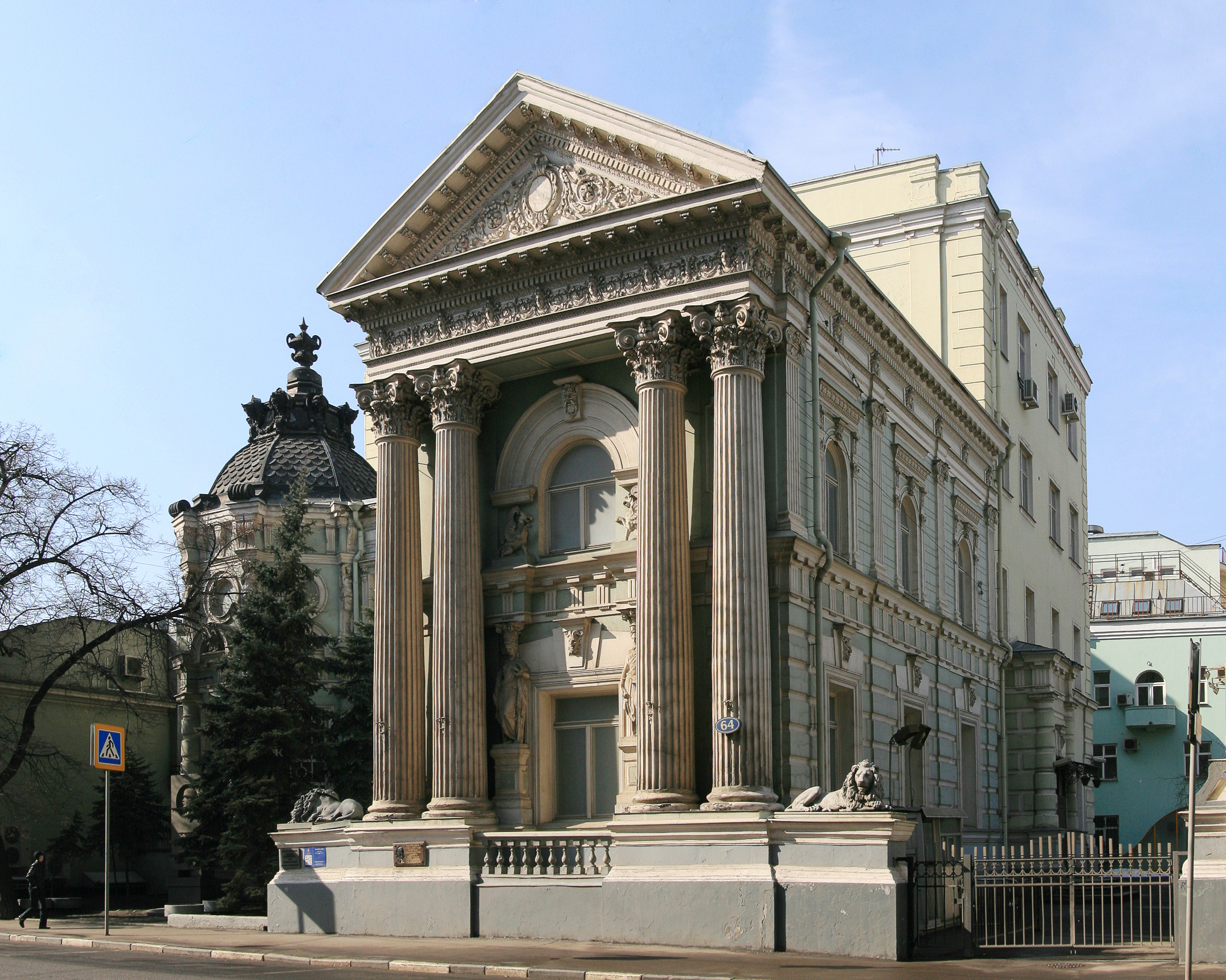
Nr. 64

## Nicht mehr erhaltene Gebäude
- Die Kirche der Paraskeva Pjatniza 1739, Glockenturm aus den Jahren 1746 bis 1748. Die Kirche war eine wichtige architektonische Dominante des Bezirks Samoskworetschje. Das Gebäude wurde 1935 abgerissen und 1943 an ihrer Stelle der Pavillon der U-Bahn-Station Nowokussnetzkaja erbaut.
- Das Gebäude des Instituts für theoretische Geophysik (seit 1938) wurde in den 1850er Jahren erbaut, 1893 übergebaut und bis zur Oktoberrevolution als Frauenschule genutzt. Es befand sich zwischen den Gebäuden 48 und 52 und wurde 1941 durch deutsche Luftangriffe zerstört.

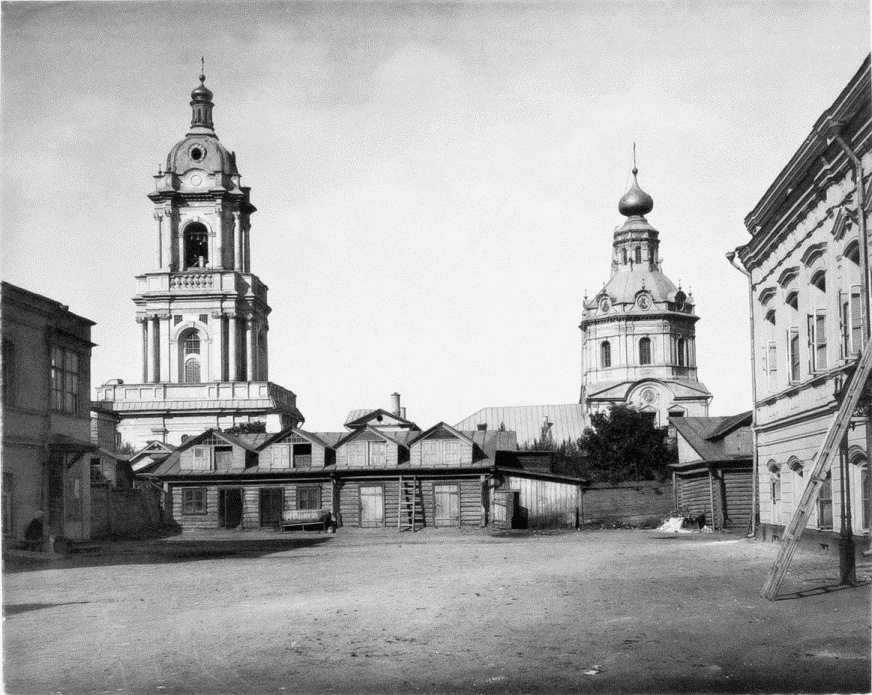
St. Paraskeva
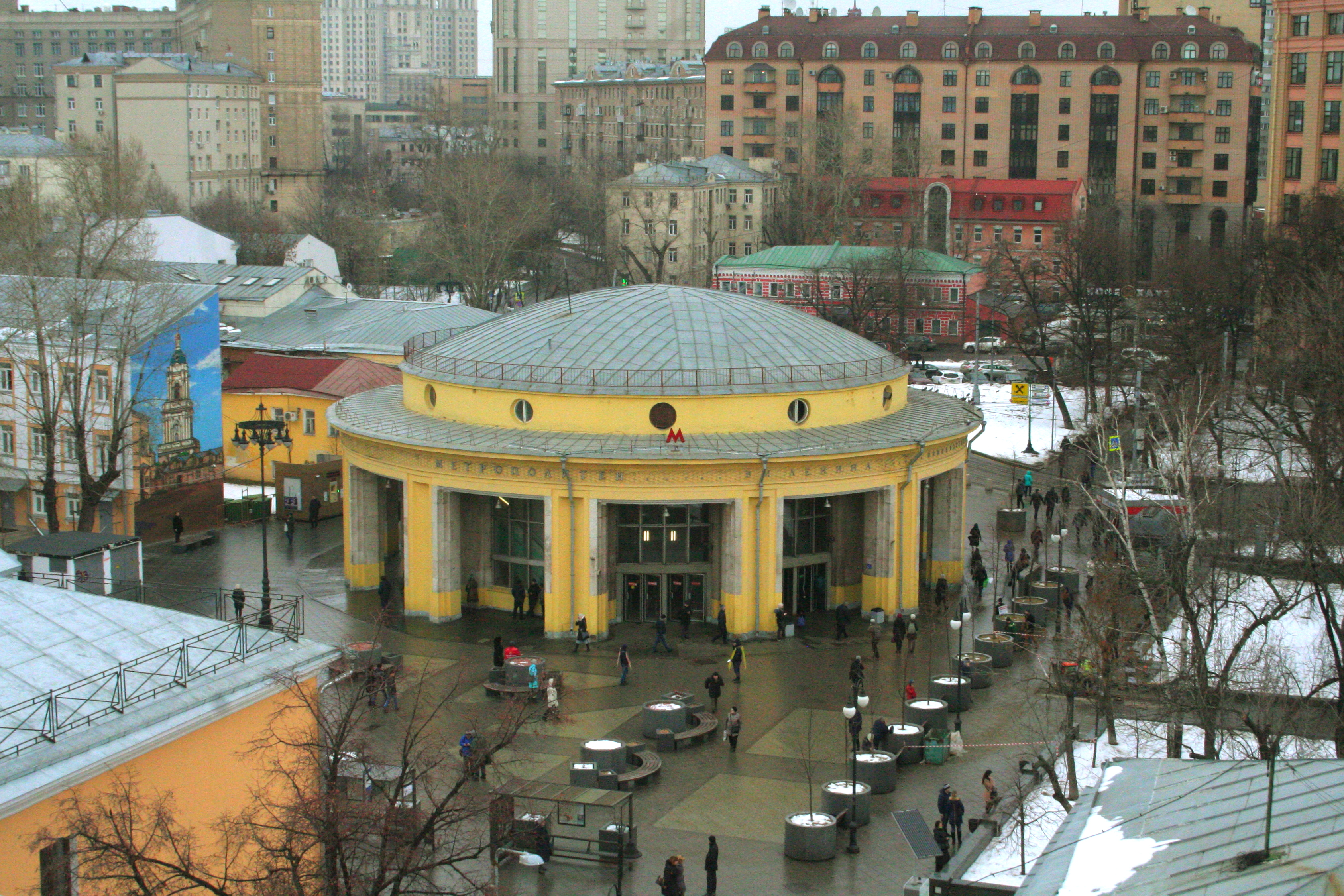
U-Bahn-Station Nowokussnetzkaja
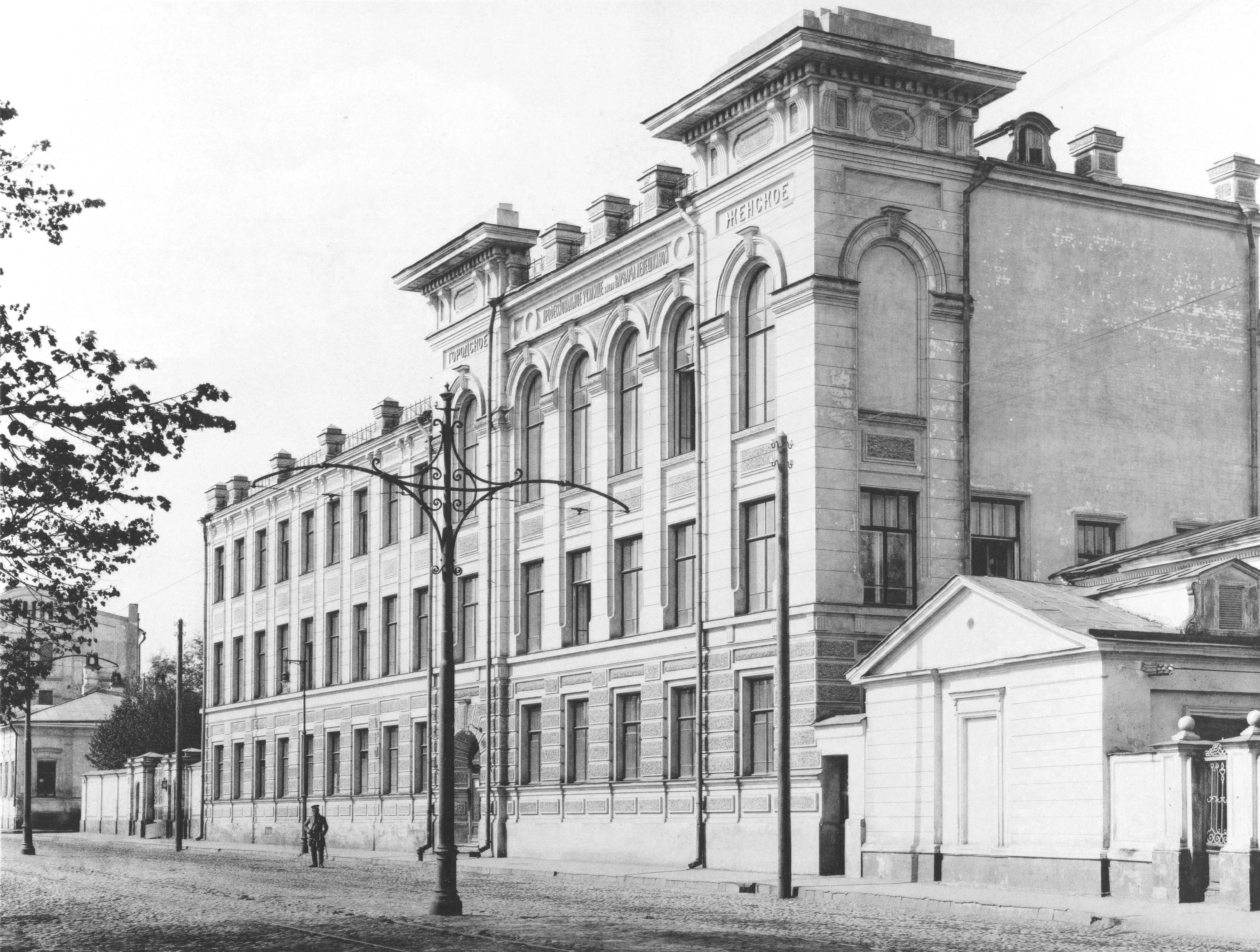